# Hugh Dancy
Hugh Michael Horace Dancy (Staffordshire, 19 de junio de 1975) es un actor y modelo británico.
Actor de cine, teatro y televisión conocido por ser Will Graham en la serie de NBC Hannibal (2013-2015) y por papeles en películas como Adam (2009), Hechizada (2004), El atardecer (2007), Conociendo a Jane Austen (2007), Hysteria (2012) o Downton Abbey: Una Nueva Era (2022).
En 2006 fue nominado a un premio Emmy por su interpretación del Conde de Essex en la miniserie Elizabeth I. Es hijo del filósofo Jonathan Dancy.
Como modelo ejerció de imagen de la marca de ropa Burberry en diversas campañas y publicidades.

## Biografía

### Primeros años
Hugh Michael Horance Dancy nació en Stoke-On-Trent, Staffordshire y se crio en Newcastle-under-Lyme. Es hijo de un profesor de filosofía, Jonathan Peter Dancy. Éste da clases en la Universidad de Reading y en la Universidad de Texas en Austin. Su madre trabaja en publicaciones académicas. Hugh es el mayor de tres hermanos: tiene un hermano llamado John Jack Christopher (es codirector de la compañía de viajes Trufflepig Travel) y una hermana llamada Katharine Sarah.
De los cinco años a los diez años, el actor fue educado en el Edenhurst Preparatory School de Newcastle-under-Lyme. A la edad de 10 años, asistió a clases en el Dragon School de Oxford y posteriormente en el Winchester College. A los 18 años, Dancy actuó en la producción de los Winchester College Players, "Twelfth night", que fue interpretada en Winchester y en el Minack Theatre en Cornwall. Por esos años estudió Inglés en el St. Peter's College, en Oxford.

### Primeros trabajos en televisión y cine
Después de su graduación, el actor se trasladó a vivir a Londres, donde conoció al director de casting Ross Hubbard y al agente Dallas Smith, que firmarían un contrato con él.
En 1998 se inicia de ese modo formalmente su carrera en la interpretación. Entre esos primeros trabajos interpretativos de finales de los años noventa destacan su papel en la serie de drama psicológico "Trial and Retribution II" de ITV, su papel en la serie "Las nuevas aventuras de Robin Hood" o su personaje en la segunda temporada de la serie de Granada Television, "Cold feet". También apareció en la serie "Dangerfield" de la BBC.
En el año 2000 estrenó diversos papeles de mayor relevancia que le llevarían a darse a conocer. Interpretó a David Copperfield en la TV movie "David Copperfield" producida por Hallmark Entertainment y TNT basada en la novela de mismo nombre de Charles Dickens. En ella apareció junto a Sally Field. Ese mismo año interpretó en Francia a León en la TV movie de la BBC basada en el clásico de Gustave Flaubert "Madame Bovary" junto a Frances O'Connor y Hugh Bonneville. Finalizó el año apareciendo en la serie "Cazatesoros".
Hugh permaneció en Francia para interpretar en 2001 a D'Artagnan en "Young blades", una historía inspirada en "Los tres mosqueteros" de Alejandro Dumas. En ese momento tuvieron lugar sus inicios en la gran pantalla. Interpretó un papel secundario en la cinta del prestigioso Ridley Scott en "Black Hawk Down" junto a Ewan McGregor o Josh Hartnett. La película se rodó en localizaciones de Marruecos.

### Consolidación como actor
En 2002 protagonizó la miniserie de cuatro episodios de la BBC "Daniel Deronda" dirigida por Tom Hooper ("Los miserables") junto a Hugh Bonneville, Romola Garai o Edward Fox. Esta se enmarca en el Londres victoriano. Un año después, en 2003, protagonizó su primera película de cine: la romántica "El lenguaje de los sueños" ("The sleeping dictionary"), en la que compartió cartel con Jessica Alba y Emily Mortimer. También en 2003 apareció en "Tempo", un largometraje rodado en Luxemburgo y protagonizado por Melanie Griffith y Rachel Leigh Cook.
En 2004 protagonizó en el papel de Prince Charmont el film fantástico de Miramax "Hechizada" ("Ella enchanted") junto a la popular Anne Hathaway y aparece en "El rey Arturo" ("King Arthur") de Antoine Fuqua con Keira Knightley, Clive Owen, Joel Edgerton, Stephen Dillane y Mads Mikkelsen. Ambas películas son rodadas por el actor en Irlanda.
En 2005 tuvo otro papel principal con John Hurt en el drama histórico rodado en Ruanda "Disparando perros" ("Shooting dogs") de Michael Caton-Jones y en la miniserie de HBO y el británico Channel Four, "Elizabeth I" con Helen Mirren, Jeremy Irons y Toby Jones. Por su interpretación del Conde de Essex fue nominado a un premio Emmy. En este proyecto, el actor se volvió a reunir con el cineasta Tom Hooper. Esta miniserie de dos capítulos fue rodada en Lituanía.
En 2006 apareció en la segunda parte de la famosa "Instinto básico": "Instinto básico II: Adicción al riesgo" ("Basic Instinct II") junto a Sharon Stone, David Thewlis o David Morrisey. Un año después, en 2007 obtiene un papel en "La marca del lobo" ("Blood and chocolate") junto a Agnes Bruckner y Olivier Martínez. Ese mismo año interviene en la controvertida "Savage Grace" en un papel coprotagonista junto a Julianne Moore, Eddie Redmayne o Elena Anaya. La cinta se rodó entre Barcelona y Londres.
En 2007 Dancy apareció también en un personaje relevante de "El atardecer" ("Evening") de Lajos Koltai junto a Claire Danes, Glenn Close, Meryl Streep o Vanessa Redgrave. De hecho, fue en esta película en la que conoció a su actual mujer Claire Danes. Ambos rodaron escenas juntos en escenarios de Newport, en Rhode Island, Estados Unidos.
La temporada anterior, Hugh actuó en el teatro de Broadway con una producción galardonada con un premio Tony de teatro: "Journey's end", un drama sobre la Primera Guerra Mundial.
A finales de 2007 estrenó también "Conociendo a Jane Austen" ("The Jane Austen Book Club") junto a Maria Bello, Emily Blunt, Kathy Baker o Kevin Zegers.
En 2008 apareció en el teatro en la obra "The Pride", una producción del off-Broadway con Ben Whishaw y Andrea Riseborough.
Dos años más tarde, en 2009, protagonizó uno de sus papeles más conocidos: interpreta a un joven con el síndrome de Asperger en "Adam" ("Adam") de Max Mayer. Aparece en la cinta con Rose Byrne y Peter Gallagher. Cabe destacar que por este papel el actor recibió una nominación al Satellite Award. Siguiendo con sus interpretaciones famosas, también en 2009 tuvo lugar el estreno de la comedia romántica "Confesiones de una compradora compulsiva" ("Confessions of a Shopaholic") en la que interpretó a un periodista que enamora a la protagonista interpretada por Isla Fisher.
Entre 2010 y 2011 apareció de nuevo en Broadway interpretando un papel junto a Nina Arianda en la obra "Venus in fur". El prestigioso New York Times alabó su interpretación.
En 2010 rodó "Coach" junto a Mamie Gummer (hija de Meryl Streep) y en 2011 estrena también el thriller dramático "Martha Marcy May Marlene" con Elizabeth Olsen, entre otros. En 2011 estrenó también la comedia "Our idiot brother" junto a Paul Rudd, Elizabeth Banks, Zooey Deschanel, Rashida Jones o Emily Mortimer.
En 2011 apareció en varios episodios de la serie de televisión de Showtime "Con C mayúscula" ("The Big C"), protagonizada por Laura Linney. En 2012 estrenó la comedia romántica "Hysteria" como protagonista junto a Maggie Gyllenhaal. Felicity Jones y Rupert Everett completaron el reparto de este film rodado en Londres.
De 2013 a 2015 fue el protagonista de la serie de la NBC "Hannibal". En esta serie de televisión interpretó a Will Graham. El estreno de la tercera temporada tuvo lugar en mayo de 2015. Pese a sus buenas críticas, la serie fue cancelada tras su tercera temporada.
En 2014 se estrenó "Leyendas de Oz: Dorothy Vuelve", para la cual el actor prestó su voz en doblaje junto a Lea Michele, Patrick Stewart o Dan Aykroyd. En 2015 regresó a la pequeña pantalla en la miniserie australiana "Deadline Gallipoli" junto a Charles Dance, Sam Worthington y Anna Torv.
Posteriormente fue uno de los protagonistas de la serie original de Hulu "The Path" junto a Aaron Paul y Michelle Monaghan interpretando al enigmatico Cal Roberts.
En 2019 fue uno de los protagonistas de "Late Night" junto a Emma Thompson y rodó seis episodios con un personaje en "Homeland", la serie protagonizada por su mujer Claire Danes.
En 2020 también se incorporó al reparto de "The Good Fight" junto a Christine Baranski y en 2022 ficha como actor recurrente de la famosa serie "Ley y orden" durante más de sesenta episodios.
En 2025 Dancy se incorpora al Marvel Cinematic Universe haciendo el rol de voz de Otto Octavius en la nueva serie animada "Your Friendly Neighborhood Spider-Man".

## Vida personal
Dancy contrajo matrimonio con la actriz Claire Danes en una discreta ceremonia celebrada en Francia en el mes de septiembre de 2009. Los dos actores se conocieron en 2006 en Newport, Rhode Island durante el rodaje de El atardecer. 
El primer hijo de la pareja, Cyrus Michael Christopher Dancy, nació el 17 de diciembre de 2012. Su segundo hijo, Rowan Dancy, nació el 27 de agosto de 2018. En enero de 2023 se confirmó que estaban esperando su tercer hijo. En julio de 2023 nació su tercer hijo, una niña.

## Filmografía

### Cine
| Año  | Título                                                      | Papel                  | Notas |
| ---- | ----------------------------------------------------------- | ---------------------- | ----- |
| 2001 | Black Hawk Down                                             | Sfc. Kurt Schmid       |       |
| 2001 | Young Blades                                                | D'Artagnan             |       |
| 2003 | Tempo                                                       | Jack                   |       |
| 2003 | El lenguaje de los sueños                                   | John Truscott          |       |
| 2004 | El rey Arturo: La verdadera historia que inspiró la leyenda | Galahad                |       |
| 2004 | Ella Enchanted                                              | Príncipe Charmont      |       |
| 2005 | Disparando a perros                                         | Joe Connor             |       |
| 2006 | Basic Instinct 2                                            | Adam Towers            |       |
| 2007 | Conociendo a Jane Austen                                    | Grigg Harris           |       |
| 2007 | Evening                                                     | Buddy Wittenborn       |       |
| 2007 | Savage Grace                                                | Sam Green              |       |
| 2007 | Blood & Chocolate                                           | Aiden                  |       |
| 2009 | Confessions of a Shopaholic                                 | Luke Brandon           |       |
| 2009 | Adam                                                        | Adam                   |       |
| 2010 | Coach                                                       | Nick                   |       |
| 2010 | The Wildest Dream                                           | Andrew Irvine          | Voz   |
| 2011 | Our Idiot Brother                                           | Christian              |       |
| 2011 | Martha Marcy May Marlene                                    | Ted                    |       |
| 2011 | Hysteria                                                    | Dr. Mortimer Granville |       |
| 2013 | Legends of Oz: Dorothy's Return                             | Marshal Mallow         | Voz   |
| 2019 | Late Night                                                  | Charlie Fain           |       |
| 2022 | Downton Abbey: Una Nueva Era                                | Jack Barber            |       |

### Televisión
| Año       | Título                                | Papel                  | Notas                           |
| --------- | ------------------------------------- | ---------------------- | ------------------------------- |
| 1998      | Trial & Retribution                   | Robert Belini          | 2 episodios                     |
| 1998      | The New Adventures of Robin Hood      | Kyle                   | Episodio: "Orphans"             |
| 1998–1999 | Dangerfield                           | Charlie Paige          | 2 episodios                     |
| 1999      | Cold Feet                             | Danny                  | 2 episodios                     |
| 1999      | Kavanagh QC                           | Michael Woodley        | Episodio: "The More Loving One" |
| 2000      | David Copperfield                     | David Copperfield      | Película                        |
| 2000      | Madame Bovary                         | Leon                   | Película                        |
| 2000      | Relic Hunter                          | Michael Previn         | Episodio: "The Last Night"      |
| 2002      | Daniel Deronda                        | Daniel Deronda         | Miniserie                       |
| 2006      | Elizabeth I                           | Earl de Essex          | Miniserie                       |
| 2011      | The Big C                             | Lee                    | 8 episodios                     |
| 2013-2015 | Hannibal                              | Will Graham            | 38 episodios                    |
| 2015      | Deadline Gallipoli                    | Ellis Ashmead-Bartlett | 2 episodios                     |
| 2016-2018 | The Path                              | Cal Roberts            | 36 episodios                    |
| 2016-2018 | Robot Chicken                         | Varios roles           | Voz 2 episodios                 |
| 2020      | Homeland                              | John Zabel             | 6 episodios                     |
| 2020      | The Good fight                        | Caleb Garlin           | 4 episodios                     |
| 2022-2025 | Law & Order                           | Nolan Price            | 67 episodios                    |
| 2025      | Your Friendly Neighborhood Spider-Man | Otto Octavius          | Voz 5 episodios                 |

## Teatro
| Año     | Título                     | Papel                   | Notas                              | Ref.  |
| ------- | -------------------------- | ----------------------- | ---------------------------------- | ----- |
| 1999    | Billy and the Crab Lady    | Fred                    | Teatro Soho                        |       |
| 2000    | To the Green Fields Beyond | Mo                      | Donmar Warehouse                   | [ 4 ] |
| 2007    | Journey's End              | Captain Dennis Stanhope | Teatro Belasco                     | [ 5 ] |
| 2010    | The Pride                  | Philip                  | Teatro Lucille Lortel y teatro MCC | [ 6 ] |
| 2011–12 | La Venus de las pieles     | Thomas Novachek         | Teatro Lyceum (Broadway)           |       |
| 2018    | Apologia                   | Peter and Simon         | Roundabout Theatre Company         | [ 7 ] |

## Premios y nominaciones
| Año  | Premio                           | Categoría                                                | Trabajo nominado         | Resultado | Ref.   |
| ---- | -------------------------------- | -------------------------------------------------------- | ------------------------ | --------- | ------ |
| 2006 | Primetime Emmy                   | Mejor actor de reparto - Miniserie o telefilme           | Elizabeth I              | Nominado  |        |
| 2006 | OFTA Television Award            | Mejor actor de reparto en una película o miniserie       | Elizabeth I              | Nominado  | [ 8 ]  |
| 2006 | Premio Satellite                 | Mejor actor de miniserie o serie de televisión           | Elizabeth I              | Nominado  |        |
| 2006 | Gold Derby TV Award              | Mejor actor de reparto - miniserie o serie de televisión | Elizabeth I              | Nominado  | [ 9 ]  |
| 2009 | Premio Satellite                 | Mejor actor                                              | Adam                     | Nominado  |        |
| 2011 | Gotham Award                     | Mejor reparto                                            | Martha Marcy May Marlene | Nominado  |        |
| 2012 | Gold Derby TV Award              | Mejor actor invitado - Serie de comedia                  | The Big C                | Nominado  | [ 10 ] |
| 2012 | Drama Desk Award                 | Mejor actor                                              | La Venus de las pieles   | Nominado  | [ 11 ] |
| 2013 | Golden Europe TV Award           | Mejor actor                                              | Hannibal                 | Ganador   |        |
| 2013 | Premio IGN                       | Mejor actor de televisión                                | Hannibal                 | Nominado  | [ 12 ] |
| 2014 | Critics' Choice Television Award | Mejor actor de una serie dramática                       | Hannibal                 | Nominado  |        |
| 2014 | Premio Satellite                 | Mejor actor de televisión                                | Hannibal                 | Nominado  |        |
| 2015 | Premio Satellite                 | Mejor actor de televisión                                | Hannibal                 | Ganador   |        |
| 2015 | Fangoria Chainsaw Award          | Mejor actor de televisión                                | Hannibal                 | Nominado  |        |
| 2016 | Critics' Choice Television Award | Mejor actor de una serie dramática                       | Hannibal                 | Nominado  |        |
| 2016 | Fangoria Chainsaw Award          | Mejor actor de televisión                                | Hannibal                 | Nominado  |        |
| 2016 | iHorror Awards                   | Mejor actor - Serie de terror                            | Hannibal                 | Nominado  | [ 13 ] |
| 2016 | Poppy Award                      | Mejor actor de serie dramática                           | Hannibal                 | Ganador   | [ 14 ] |
| 2016 | Silver Logie Award               | Mejor actor de reparto                                   | Deadline Gallipoli       | Nominado  |        |